# Potere politico
Il potere politico è un potere sociale - ossia la capacità di influenzare il comportamento altrui - che esseri umani esercitano su altri esseri umani in modo legittimo.

## Caratteristiche
La figura tipica del potere politico è lo Stato, che attraverso i suoi apparati, predisposti anche alla repressione, può imporre il proprio volere, detenendo un vero e proprio monopolio della forza. Tra tutti i poteri (quello economico, quello religioso-ideologico, etc.), quello politico è l'unico che legittimamente può far uso della forza, intesa anche come coercizione fisica.
Se nelle società antiche i vari poteri potevano spesso risultare mescolati fra loro, è solo con il superamento del feudalesimo e con il sopravvenire dell'età moderna che si realizza una autonomia del potere politico. Oltre all'autonomia, un'altra caratteristica moderna del potere politico è la legittimità. In tal senso, l'utilizzo della forza e il suo monopolio non è sufficiente a dare fondamento al potere politico. 
Esso trova una giustificazione in sé stesso in quanto le sue direttive implicano un dovere moralmente obbligatorio. Più che la sola forza è "l'astratta possibilità del suo impiego" che rende obbligatori i comandi del potere politico.

## Filosofia politica
L'autonomia della politica è un concetto che ha permeato il potere politico nella civiltà occidentale: indica la separazione della sfera politica da altre sfere sociali come la morale, l’economia, la religione o il diritto. Questa idea si è sviluppata nel pensiero politico occidentale attraverso diverse fasi, dal realismo di Niccolò Machiavelli fino alla teoria decisionista di Carl Schmitt, passando per Jean Bodin, Thomas Hobbes e Hegel. 
Per Max Weber (La politica come professione, 1919), questo conseguimento è sempre a rischio: occorre invece costantemente tenere a mente che, nell'esercizio del potere politico, non si può confondere l’etica della responsabilità (del politico) con l’etica della convinzione (del moralista). Questa confusione è riemersa nel mondo moderno sotto forme diverse, rispetto alla commistione medievale tra religione e politica, ma è considerata altrettanto rischiosa da vari autori: vi sono coloro che vedono nella globalizzazione un potere politico sempre più condizionato da fattori economici e finanziari internazionali; per altri il corto circuito è nel populismo, quando la rivolta contro le élite, spesso rifiutando mediazioni istituzionali, porta inevitabilmente ad una deriva leaderistica; infine, nella tecnocrazia si vede una modalità organizzativa non neutra, perché la gestione politica è influenzata da esperti e burocrazie, riducendo lo spazio della decisione politica autonoma..

## Scienza della politica
La legittimità del potere politico porta all'obbedienza spontanea dei consociati ai comandi provenienti dall'autorità pubblica. Essa non è mai un dato statico, ma una costruzione storica e sociale: si è passati dallo spiegarla attraverso le teorie del contratto sociale (Thomas Hobbes, John Locke, Jean-Jacques Rousseau) alla conformità con un modello di giustizia universale (Immanuel Kant) o di panstatalismo etico (Georg W.F. Hegel) o ancora di aderenza agli interessi della classe lavoratrice (Karl Marx).
Sarà però Max Weber a distinguere tra legittimità tradizionale, carismatica e legale-razionale, indicando quest'ultima come tipica delle democrazie moderne, basate su regole impersonali e un sistema giuridico codificato.
I cambiamenti nei rapporti tra governanti e governati impattano sensibilmente sulla percezione di legittimità del potere politico, producendo quelle crisi politiche e quelle trasformazioni istituzionali alle quali faceva riferimento Carl Schmitt con la sua concezione della decisione sovrana.
La sfida contemporanea, in un mondo sempre più complesso e interconnesso, è quella di mantenere la legittimità del potere secondo l'aderenza ad un modello procedurale (il "rispetto delle regole del gioco"), perché garantisce maggiore prevedibilità, efficienza e stabilità. Tuttavia, lo stesso Weber spiega che la legittimità carismatica e quella tradizionale possono riemergere in periodi di crisi: in particolare il carisma può apparire come una forza di rinnovamento, ma rischia assai spesso di degenerare in cesarismo o bonapartismo (con un leader che si autolegittima al di sopra delle istituzioni).